# Ivoormeeuw
De ivoormeeuw (Pagophila eburnea) is een zeevogel uit de familie van de meeuwen (Laridae). Zij is de enige soort binnen het geslacht Pagophila. 

## Kenmerken
Een volwassen ivoormeeuw is eenvoudig te herkennen aan het volledig witte verenkleed, wat hem onderscheidt van alle andere meeuwen. De soort heeft een wat kleiner, meer duifachtig postuur dan de Larus-meeuwen. De snavel is blauwig en dik, met een gele punt en de poten zijn zwart. Jonge vogels hebben een ietwat donkere kop en een variabele hoeveelheid zwarte vlekken op hun veren. Het duurt twee jaar voordat juvenielen een volwassen kleed krijgen. De lichaamslengte bedraagt 44 tot 48 cm en het gewicht 525 tot 700 gram.

## Leefwijze
Hun voedsel bestaat uit ongewervelden en vis, maar ook uitwerpselen van zeezoogdieren, prooiresten van ijsberen, afval en aas.

## Verspreiding en leefgebied
De soort broedt rondom de Noordelijke IJszee, in zowel Groenland, Noord-Amerika als Eurazië. 
De ivoormeeuw trekt slechts over korte afstanden, waarbij zij overwintert aan de grens van het pakijs. Jonge vogels hebben de neiging verder te migreren dan de ouderen. Een enkel exemplaar vliegt door naar zuidelijkere breedtes, waardoor de ivoormeeuwen zeer zelden ook in West-Europa worden waargenomen. In Nederland is deze meeuw slechts drie keer waargenomen.

## Status
De grootte van de populatie is geschat op 38-52 duizend volwassen vogels. Op de Rode lijst van de IUCN heeft deze soort de status gevoelig.